# Liste mosambikanisch-portugiesischer Städte- und Gemeindepartnerschaften
Diese Liste mosambikanisch-portugiesischer Städte- und Gemeindepartnerschaften führt die Städte- und Gemeindefreundschaften zwischen den Ländern Mosambik und Portugal auf.
Die Städtepartnerschaften sind ein Zeichen der jahrhundertealten mosambikanisch-portugiesischen Beziehungen. Nach der 1975 erfolgten Unabhängigkeit der früheren portugiesischen Kolonie Mosambik gingen die Hauptstädte Maputo und Lissabon im Jahr 1982 die erste mosambikanisch-portugiesische Städtefreundschaft ein. Insgesamt 49 mosambikanisch-portugiesische Partnerschaften bestehen bereits oder werden angebahnt (Stand 2016), wobei viele Städte mit jeweils mehreren Orten Partnerschaften unterhalten.

## Liste der Städtepartnerschaften und -freundschaften
| Mosambikanischer Ort | Portugiesischer Ort    | Seit      | Anmerkung              |
| -------------------- | ---------------------- | --------- | ---------------------- |
| Angoche              | Figueira da Foz        | 1997      |                        |
| Beira                | Arganil                | 1999      |                        |
| Beira                | Coimbra                | 1997      |                        |
| Beira                | Espinho                | 1999      |                        |
| Beira                | Porto                  | 1989      |                        |
| Beira                | Seixal                 | 1997      |                        |
| Beira                | Setúbal                | 2016      | Kooperationsabkommen   |
| Beira                | Sintra                 | 2009      |                        |
| Chibuto              | Castelo de Paiva       | 1998      |                        |
| Ilha de Moçambique   | Évora                  | 1997      |                        |
| Ilha de Moçambique   | Lagos                  | 2006      | Kooperationsabkommen   |
| Inhambane            | Aveiro                 | 1989      |                        |
| Inhambane            | Oeiras                 | 1999      |                        |
| Lichinga             | Vila Nova de Poiares   | 1999      |                        |
| Manhiça              | Castelo de Paiva       | 1999      |                        |
| Manhiça              | Nelas                  | 2000      |                        |
| Manhiça              | Vila Nova de Gaia      | 2000      |                        |
| Manica               | Loulé                  |           | seit 2003 in Anbahnung |
| Maputo               | Lissabon               | 1982      |                        |
| Matola               | Alvaiázere             | 2008      |                        |
| Matola               | Loures                 | 1996      |                        |
| Matola               | Viana do Castelo       | 2006      |                        |
| Matola               | Viseu                  | 2011      |                        |
| Maxixe               | Faro                   | 2000      |                        |
| Maxixe               | Setúbal                | 1999      |                        |
| Mocímboa da Praia    | Felgueiras             | 2014      |                        |
| Mocuba               | Alcácer do Sal         | 2000      |                        |
| Mocuba               | Vila Nova de Famalicão | 2012      |                        |
| Monapo               | Mértola                | 2000      |                        |
| Monapo               | Ourém                  | 2001      |                        |
| Monapo               | Vieira do Minho        | 2000      |                        |
| Nacala               | Matosinhos             | 1997      |                        |
| Nacala               | Setúbal                | 1999      | Hafenkooperation       |
| Namaacha             | Cadaval                | 2015      |                        |
| Namaacha             | Santa Comba Dão        | 1998      |                        |
| Namaacha             | Sintra                 | 1999      |                        |
| Nampula              | Amarante               | ungenannt |                        |
| Nampula              | Bombarral              | 1997      |                        |
| Nampula              | Chaves                 | 2000      |                        |
| Nampula              | Figueiró dos Vinhos    | 2002      |                        |
| Nampula              | Leiria                 | 2002      | Kooperationsabkommen   |
| Nampula              | Maia                   | 2001      | Kooperationsabkommen   |
| Nampula              | São João da Madeira    | 1996      |                        |
| Pemba                | Aveiro                 | 1995      |                        |
| Pemba                | Lagos                  | 2006      | Kooperationsabkommen   |
| Pemba                | Sines                  | 2013      |                        |
| Quelimane            | Coimbra                | 1998      |                        |
| Quelimane            | Setúbal                | 2000      |                        |
| Xai-Xai              | Cascais                | 2000      |                        |